# Покољ у Велици
Покољ у Велици је било масовно убиство између 428 и 648 српских цивила од стране 7. СС добровољачке брдске дивизије Принц Еуген и 21. СС брдске дивизије Скендербег. Покољ се догодио 28. јула 1944. године у селу Велика у општини Плав, за време Другог светског рата.

## Позадина сукоба
Након инвазије на Југославију од стране Сила Осовине у априлу 1941. године, држава је подељена, а Црна Гора окупирана од стране Фашистичке Италије. Након италијанске капитулације у септембру 1943. године, територију су окупирале немачке снаге које су се повукле у децембру 1944. године.
У јулу 1944. године, немачки Вермахт је извео операцију Драуфгангер против југословенских партизана предвођених Србима у региону који су успоставили чврсто упориште на реци Лим у црногорском делу Санџака. Операција је почела 18. јула на линији Чакор–Гусиње–Андријевица–Беране, када је Кампфгруп Е, коју су чинили војници 21. СС брдске дивизије Скендербег, заједно са Вулнетарима запалила најмање 16 села и убила неколико стотина становника.
Операција је резултирала победом партизана и војним поразом Немаца и њихових савезника. Као одмазду за пораз, масакрирано је цивилно становништво Велике.

## Покољ
Главни починилац покоља 7. СС добровољачка брдска дивизија Принц Еуген био је познат по окрутности који је наносио цивилном становништву. Дивизија је основана 1941. године и Немци и етнички немачки добровољци из Југославије, Мађарске и Румуније. 21. СС брдска дивизија Скендербег, коју су првенствено чинили етнички Албанци, такође је учествовала у злочинима заједно са муслиманским колаборационистима.
Историчар Ненад Антонијевић истиче да је у овом покољу страдало најмање 428 људи, пре свега жена, деце и стараца. Други историчари наводе да је број жртава био око 550. Новинар Гојко Кнежевић наводи сведочење 11-годишњег детета које је гледало како га војници псују на српском језику убијају родитеље. Деветогодишњег дечака су два мушкарца живог одрала, док су труднице и остале живе спалили. Процењује се да је убијање трајало два сата и да је тог дана убијена отприлике половина становништва Велике.  По исказу једног од сведока, Алексе Гојковића, земљорадника из Велике, 28. јула 1944. године у Велици  је убијено 648 особа.

## Наслеђе
О покољу је први пут известио црногорски лист Побједа 1945. године након сведочења партизана који су сахранили жртве. Сведочења преживелих први пут су објављена 1989. године. Злочини никада нису у потпуности истражени. Већину оних који су служили у одговорним СС јединицама побили су партизани. Историчари истичу да је Влада СФРЈ ћутала на злочине које нису починиле немачке јединице како би избегле етничке тензије у послератној држави.
Мештани Велике подигли су споменик жртвама и у мају 2017. године. Српска православна црква их је прогласила за мученике. Мештани Велике су позвали црногорске политичке представнике да прогласе покољ геноцидом, што је изазвало одређене контроверзе. Године 2021. представници Владе Црне Горе први пут су присуствовали комеморацији овог догађаја; међу њима били су тадашњи министар економског развоја Јаков Милатовић и министар унутрашњих послова Сергеј Секуловић.

## Признање и осуда
Скупштина Црне Горе је 30. јула 2022. године са 40 гласова за, 3 против и 28 уздржаних, гласала за резолуцију којом се позива на признање и осуду геноцида у Пиви и Велици , и позвала да се 7. јун и 28. јул установе као дани сећања на жртве нацизма у Пиви и Велици. Поред тога, позива се на формирање мешовите државне комисије чији би задатак био да прикупи и темељно обради чињенице, документацију и друге материјале, како би се додатно расветлила ова кривична дела и пописала имена жртава. 